# 平山行三
平山 行三（ひらやま こうぞう、1906年 2月27日– 1992年4月28日）は日本の法制史学者。

## 略歴
東京府東京市牛込区払方町の、海軍教授や海軍大学校教官を務めた平山順の三男として生まれる。父の弟である叔父に天文学者の平山信がいる。祖父の平山銓は旧幕臣であった。1924年に東京高等師範学校附属中学校を卒業。1928年に静岡高等学校を卒業し、東京帝国大学文学部国史学科に入学。1931年に卒業。卒業論文は「守護地頭制度の崩壊」。
徳川林政史研究所研究員、和歌山県立日高高等女学校教諭、和歌山青年師範学校教諭を経て、1949年に和歌山大学助教授、1952年に同大学教授。1971年に退官し、同大学名誉教授。
日本中世前期の和与について先駆的な研究を行った。